# Евгени Александров
Вижте пояснителната страница за други личности с името Александров.
Евгени Сашов Александров е български футболист, вратар.

## Клубна кариера
Започва да тренира футбол в родния си град в Левски (Елин Пелин), когато е десетгодишен. Три години по-късно преминава в школата на Септември (София). Достига до Юношеския национален отбор на България.
Там е забелязан от скаути на Литекс (Ловеч), които се свързват с него. Преди сезон 2005/06 Александров е привлечен в Ловеч по настояване на тогавашния треньор Люпко Петрович. Въпреки че е едва 16-годишен, той започва директно в мъжкия състав на Литекс като резерва на Витомир Вутов и Тодор Тодоров.

## Национален отбор
Първата му повиквателна за юношеския Национален отбор на България е през 2003 г., а треньор му е Григор Петков. Има записани мачове срещу Сърбия, Украйна, Германия, Република Ирландия, Република Македония и Гърция. За Младежкия национален отбор с треньор Иван Колев има много повиквателни, но в повечето случаи е бил резерва на Ники Михайлов. Изиграл е един официален мач срещу Украйна.

## Успехи
Литекс Ловеч
- Шампион (2) - 2009-10, 2010-11
- Купа на България (2): 2008, 2009
- Суперкупа на България - 2010